# الاسترخاء على طريقة ريك
«الاسترخاء على طريقة ريك» (بالإنجليزية: Rest and Ricklaxation) هي الحلقة السادسة من الموسم الثالث من مسلسل الخيال العلمي التلفزيوني الأمريكي ريك ومورتي. الحلقة من تأليف توم كوفمان وإخراج أنتوني تشون، وبثت على أدلت سويم في 27 آب 2017. لم يظهر كريس بارنيل كشخصية رئيسية جيري سميث في الحلقة.

## الحبكة
بعد مغامرة في الفضاء الخارجي لمدة ستة أيام تركتهم على وشك الانهيار النفسي، قرر ريك ومورتي قضاء بعض الوقت في منتجع صحي فضائي، حيث يستخدمان آلة تستخلص سمات الشخصية السلبية للشخص. ومع ذلك، دون علم ريك ومورتي، يتم تحويل هذه السمات إلى نظائر فيزيائية سامة، تتميز بغطرسة ريك وبغض مورتي الذاتي. من ناحية أخرى، يصبح ريك الصحي أكثر مراعاة، وترتفع ثقة مورتي الصحي، مما يسمح له بالبدء في مواعدة الفتيات. ومع ذلك، فإن أحد الآثار الجانبية هو أن كلاً من ريك الصحي ومورتي يفقدان قدرتهما على تكوين روابط عاطفية. ينتقم ريك المسمم، الذي ينتقم من ريك الصحي، من مورتي المسمم، ويخرج من الآلة، ويستخدم برج قمري لإعادة تشكيل الأرض بأكملها إلى نسخة سامة من نفسها.
يعيد ريك الصحي الموقف عن طريق تسميم مورتي المسمم، مستنتجًا بشكل صحيح أن ريك الحقيقي يعتبر تعاطفه مع مورتي ضعفًا، مما يعني أن ريك المسمم قد ورث تلك السمة. يندمج ريك المسمم بغضب مع ريك الصحي لإنقاذ مورتي المسمم، ويعيد ريك الحقيقي. يتجنب مورتي الصحي الاندماج مرة أخرى مع نظيره السام ويواصل عيش حياته كوسيط للأوراق المالية في مدينة نيويورك. يتعقبه ريك بمساعدة جيسيكا ويستعيد النظام عن طريق إعادة حقن مورتي المسمم في مورتي الصحي. في مشهد ما بعد الاعتمادات، أطلقت جولة في نفس برج ضوء القمر ستايسي، إحدى الفتيات المؤرخة في مورتي في الحلقة، والتي كانت محاصرة عن غير قصد داخل آلة السموم.

## الإنتاج
تم الكشف عن العنوان وتاريخ الإصدار في 29 تموز 2017 ليكونا «الاسترخاء على طريقة ريك» و 27 آب 2017. تم الإعلان عن كتابة الحلقة وإخراجها فور بث الحلقة. تم التعبير عن صديقة مورتي في الحلقة، ستايسي، بواسطة تارا سترونغ. قام موريس لامارش أيضًا بإعطاء شخصية نادل ثانوية، وتصدر أصوات كاسي ستيل الشخصية المتكررة تريشيا لانج. لاحظ إيه. في. كلوب أن «الاسترخاء على طريقة ريك» كانت الحلقة الأولى من الموسم التي تناولت «الحياة المدرسية» لمورتي وحبه لجيسيكا.

## الاستقبال
وأشادت آي جي إن بعمل الكتاب في جعل الحبكة فريدة ومختلفة، قائلة: «لو كان هذا الصراع يتلخص في حرب بسيطة بين ريك الجيد وريك الشرير، لا أعرف مدى نجاح هذه الحلقة», مشيرة إلى «استغرق توصيف لفي منتصف الطريق بدوره المفاجئ خلال الحلقة عندما تحول من كونه محبوب والاعتماد على الذات المعلم إلى رفض من وول ستريت أو النفسية الأمريكية.» قال جو ماتار من Den of Geek: «يستكشف المسلسل مقدمة بسيطة ويخرج بحلقة رائعة أخرى», بالإضافة إلى الإشادة بالمؤامرة، واصفًا الحلقة بـ «حلقة رائعة أخرى» والتي «بطريقة ما تأخذ [الحبكة] بشكل غير متوقع تمامًا الاتجاهات، مما يغمر أعماق نفسية الشخصيات ويطلق النكات من الدرجة الأولى طوال الطريق». دعا IndieWire موضوع الحلقة إلى طرح السؤال: «من هم ريك ومورتي بدون مشاكلهم؟ هذه هي المشكلة التي نواجهها في» الراحة والراحة«, حيث قرر الثنائي الأسطوري الاسترخاء بعد مغامرة مجنونة مع منتجع صحي نهاري يجردهما من» السموم.""